# Орден Сахарских заслуг (Франция)
Орден Саха́рских заслуг (также Орден «За заслуги в Сахаре»; фр. Ordre du Mérite saharien) — ведомственная награда Франции, находившаяся в ведении Министерства Сахары. Был учреждён декретом от 4 апреля 1958 года и упразднён в результате орденской реформы 3 декабря 1963 года.

## История
Орден Сахарских заслуг был учреждён 4 апреля 1958 года и предназначался для вознаграждения французских и иностранных граждан, отличившихся заслугами в улучшении социального и гуманитарного положения, в научном изучении, в подъёме экономики и в административной сфере в принадлежавшем Франции сахарском регионе Африки, а также за действия по поднятию престижа Франции в этом регионе.
Орден находился в ведении Министра по делам Сахары и управлялся Советом ордена. Изначально Совет ордена состоял из 15 членов (7 — ex officio и 8 — назначаемых на 4 года):
- министр по делам Сахары (председатель Совета),
- генеральный делегат Организации коммун сахарских регионов (фр. l’Organisation commune des régions sahariennes),
- помощник генерального делегата Организации коммун сахарских регионов,
- президент Верховной комиссии Организации коммун сахарских регионов,
- директор департамента административных и социальных дел,
- генеральный чиновник — ассистент генерального делегата Организации коммун сахарских регионов,
- директор кабинета министра по делам Сахары,
- член Совета ордена Почётного легиона (назначался министром по представлению Великого канцлера ордена Почётного легиона),
- семь деятелей, имевших авторитет и компетенцию в делах сахарских регионов (назначались министром).

В июле 1959 года в составе Совета произошли изменения: президент Верховной комиссии заменён на представителя экономической и социальной комиссии Организации коммун сахарских регионов, а ассистент генерального делегата — на межармейского главнокомандующего в Сахаре. В ноябре 1960 года помощник генерального делегата Организации коммун сахарских регионов выведен из Совета, а в октябре 1961 года в Совет введены два новых должностных члена: Государственный секретарь по делам Сахары, заморских департаментов и заморских территорий и директор кабинета Государственного секретаря.
Орден Сахарских заслуг был упразднён декретом от 3 декабря 1963 года, которым был учреждён Национальный орден Заслуг, заменивший собой многочисленные ведомственные ордена заслуг. Награждённые орденом Сахарских заслуг сохранили право носить знаки ордена и пользоваться положенными льготами и после его упразднения.

## Степени ордена
Орден Сахарских заслуг состоял из трёх степеней:
 Командор (фр. Commandeur) — знак на ленте, носимый на шее; высшая степень ордена;
 Офицер (фр. Officier) — знак на ленте с розеткой, носимый на левой стороне груди;
 Кавалер (фр. Chevalier) — знак на ленте, носимый на левой стороне груди.

## Условия награждения
Кандидатом в кавалеры ордена не мог стать человек, ограниченный в гражданских правах. Награждение орденом производилось постепенно, начиная с кавалерской степени. Награждение офицерской степенью ордена могло быть произведено не ранее 5 лет после получения кавалерской степени, а командорской степенью — не ранее 3 лет после получения офицерской. Офицеры и командоры ордена Почётного легиона могли быть представлены сразу к аналогичным степеням ордена Сахарских заслуг, минуя младшие и без учёта межнаградного срока. Члены Совета ордена Сахарских заслуг становились командорами ордена по праву.
Награждения орденом производились два раза в год — 1 января и 14 июля. В исключительных случаях награждения могли производиться в другой день.
Было установлено ограничение на количество ежегодных награждений: не более 4 в степень командора, не более 30 в степень офицера и не более 140 (с 1 января 1961 — 110) в степень кавалера. В виде исключения, по случаю учреждения ордена было разрешено произвести первое награждение (2 командора, 10 офицеров и 40 кавалеров), без учёта ограничений.
Иностранцы, проживавшие на территории Франции, могли быть награждены орденом на тех же условиях, что и французские граждане. Иностранцы же, проживавшие за рубежом, а также члены правительств стран Французского Сообщества, могли быть награждены орденом без учёта постепенности и межнаградного срока. Эти награждения не учитывались в ежегодной квоте представлений к награде.
За недостойное поведение награждённые могли быть лишены ордена, о чём объявлялось правительственным декретом.

## Знаки ордена
Знак ордена выполнен в виде агадесского креста и представляет собой ромбовидную звезду с вогнутыми сторонами. Верхний луч звезды переходит в плоское кольцо, а три других луча увенчаны конусообразными наконечниками. Поверхность знака украшена орнаментом из кружков и насечек. На лицевой стороне кольца — надпись «RÉPVBLIQVE FRANÇAISE». На оборотной стороне знака по центру надпись в две строки: «MÉRITE SAHARIEN». Знак командора несколько отличается в орнаментной отделке от знаков кавалера и офицера.
Размеры знаков кавалеров и офицеров — 50×63 мм, командоров — 70×88 мм. Знаки кавалеров — серебряные, офицеров и командоров — позолоченные.
Лента ордена жёлтая (песочного цвета), шириной 36 мм, с синими (индиго) полосками, шириной 1 мм, по две с каждого края (в 1 мм от края и 2 мм между собой). К ленте офицера крепится розетка из этой же ленты.
Для повседневного ношения на гражданской одежде предусмотрены розетки из ленты ордена, а для ношения на мундирах — орденские планки.
Внешний вид знаков ордена разработал медальер Раймон Корбен (фр. Raymond Corbin).